# Zarez (časopis)
Zarez su bile hrvatske novine, dvotjednik za kulturna i društvena zbivanja, koji je izlazio u Zagrebu. Prvi broj objavljen je u veljači 1999. godine.
Objavljivao ga je nakladnik Druga strana d.o.o., uz potporu Ministarstva kulture Republike Hrvatske i Ureda za kulturu Grada Zagreba.

## Urednici
- Marija Ćaćić (glavna urednica), Luka Ostojić (izvršni urednik), Nataša Govedić i Katarina Luketić (zamjenice glavnog urednika).[1] Prva je glavna urednica Zareza bila Andrea Zlatar Violić.

## Poznati suradnici
Biserka Cvjetičanin,
Giga Gračan,
Željko Jerman,
Omer Karabeg,
Silva Mežnarić,
Žarko Paić,
Nataša Petrinjak,
Darko Suvin,
Saša Šimpraga,
Slobodan Šnajder

## Vanjske poveznice
- Službena stranica (nova adresa)
- http://www.zarez.hr Zarez (stara adresa)
- Zarez Popis arhiva